# Adonisea cumatilis
Adonisea cumatilis är en fjärilsart som beskrevs av Augustus Radcliffe Grote 1865. Adonisea cumatilis ingår i släktet Adonisea och familjen nattflyn. Inga underarter finns listade i Catalogue of Life.